# Танески, Владо
Владо Танески (макед. Владо Танески 1952 — 23 июня 2008) — македонский журналист и серийный убийца-геронтофил. В середине 2000-х годов совершил серию убийств пожилых женщин в городе Кичево . Ему инкриминировали 3 убийства, также подозревался в исчезновении ещё одной пенсионерки в 2003 году. Убийца признал свою вину частично.
Дело Владо Танески было закрыто в связи со смертью обвиняемого. Инцидент признали суицидом.

## Биография
Владо Танески родился в 1952 году в городе Кичево (Югославия). Был вторым ребёнком из троих детей. Имел старшего брата и младшую сестру. Отец — ветеран Второй Мировой Войны. Мать же была простой уборщицей (именно этот фактор сыграл роль в жизни будущего серийного убийцы). В школе был тихим, но дружелюбным, учился хорошо. Окончил одну из высших школ, затем переехал в Хорватию на дальнейшее обучение. Учился на журналиста и достиг хороших успехов в своей профессии. Там в 21 год он познакомился с девушкой по имени Весна и вскоре они поженились и Владо стал отцом двоих детей. В середине 1980-х годов работал репортёром в газете «Нова Македонија» и «Утренски Вестник». В своём деле был профессионалом (имел 20 лет хорошей работы). Был популярен на всю страну. Но в начале 2000-х годов Владо Танески был вынужден покинуть свою должность журналиста. В 2002 году его родители покончили с собой (отец повесился, а мать отравилась таблетками). Из-за этих событий Владо Танески замкнулся в себе и стал чаще бродяжничать и пропускал работу и имел много финансовых трудностей, после чего в 2003 году его уволили с радиостанции, а в 2004 году на его место взяли его жену Весну Танески. Она получила повышение и отправилась в Скопье. Владо остался один.

## Серия убийств
В течение последних четырёх лет с 2004 по 2008 годы в городе Кичево стали пропадать пожилые женщины в возрасте от 55 до 80 лет. Все жертвы были уборщицами больниц, так же, как и мать Владо Танески. Из-за профессии матери он возненавидел уборщиц и стал их убивать. Он выслеживал своих жертв, изучал свой график и выбирал момент для нападения. После каждого убийства он опрашивал родственников убитых и писал статьи о своих же убийствах, на этом Владо Танески и попался. Убийца знал свой город Кичево, так как вырос в нём. Своё первое убийство он мог совершить ещё в 2003 году. Жертвой стала Горица Павлеска (73 года). Она исчезла 30 мая 2003 года. Танески частично признался в её убийстве, но тело пенсионерки так и не было найдено, поэтому этот эпизод не был доказан. Доказанные убийства: 1) Митра Симьяновская (64 года) пропала 16 ноября 2004 года во время похода в супермаркет. Её тело обнаружили 12 января 2005 года. Танески изнасиловал её, затем задушил телефонным проводом, после чего обезглавил её и выкинул на обочину в пакетах. 2) Любица Лицоская (56 лет) исчезла 1 или 3 ноября 2007 года. Её тело нашли 3 февраля 2008 года в яме в лесу. Убийца изнасиловал, задушил её телефонным проводом и расчленил её тело и выкинул в чёрных кульках. 3) Зивана Темелковская (65 лет) пропала 7 мая 2008 года. Её тело нашли в водоёме 16 мая того же года. Её сын опознал тело. Владо Танески изнасиловал, задушил её телефонным проводом и расчленил тело.

## Разоблачение и смерть
О своих убийствах Владо Танески писал в газетах и публиковал их. Описывал злодеяния до мельчайших подробностей, чем и вызвал подозрение у полиции. За ним установили негласное наблюдение и вскоре получили его образец ДНК. Образец Владо Танески совпал со спермой серийного убийцы и 22 июня 2008 года он был арестован в своём доме. Ему предъявили обвинение в трёх убийствах. Свою вину маньяк признал частично. Когда местные узнали о двойной жизни Владо, то были в шоке, ведь соседи о нём отзывались положительно. Владо Танески был переведён в Тетово в камеру СИЗО в ожидании суда, но суд не состоялся. 23 июня 2008 года Владо Танески нашли мёртвым в камере СИЗО. В его лёгких эксперты обнаружили воду. Следствие предположило, что он захлебнулся в ведре с водой. Случай признали самоубийством, так как в камере никто, кроме него, не находился. Дело было закрыто.